# Барцио
Барцио (итал. Barzio) је насеље у Италији у округу Леко, региону Ломбардија.
Према процени из 2011. у насељу је живело 1293 становника. Насеље се налази на надморској висини од 743 м.

## Становништво
| 1931. | 1936. | 1951. | 1961. | 1971. | 1981. | 1991. | 2001. | 2011. |
| ----- | ----- | ----- | ----- | ----- | ----- | ----- | ----- | ----- |
| 1.177 | 1.102 | 1.146 | 1.158 | 1.214 | 1.306 | 1.310 | 1.292 | 1.297 |